# 77文创园
77文创园，位于北京市东城区等地，是以文化创意为主题的多个园区，由北京市东城区人民政府支持成立，内设美术馆、剧场、博物馆等。

## 77文创@美术馆
美术馆后街77文创园区位于北京市东城区美术馆后街77号，以戏剧影视为主。
美术馆后街77文创园区原来是始建于1954年的北京胶印厂。2011年，北京胶印厂印刷业务下滑、噪声及异味超标严重。2012年初，经中共北京市东城区委员会、东城区人民政府推动，北京胶印厂将胶印业务迁出，并同东城区国有企业北京东方文化资产经营公司达成20年战略合作协议，共同建设文化创意产业园区。2014年4月，文创园核心的77剧场开业。
文创园由4栋红砖楼围成的大院，院门东开朝向美术馆后街。院内南侧为1号楼，楼北为一个小广场，广场中央有一个鼎，上有小篆书“77文创园”。院内西侧为2号楼，北侧为3号楼，主要用作写字楼。院内东侧为4号楼，出租为商店。77剧场位于4栋老楼中央，是新建的仓库式剧场，观众席大约300个，平时上演小剧场话剧等。
2016年6月19日至7月17日，在美术馆后街77文创园区举办首届77文创生活节，包含40多场文艺活动。

## 77文创@雍和宫
雍和宫77文创园区，位于北京市东城区藏经馆胡同11号，以科技创新及创客空间为主。该园区是将闲置的北京童装厂厂房改建而成。

## 77文创@国子监
国子监77文创园区位于北京市东城区国子监街40号，以国学文化为主。该园区是将北京市东城区方家胡同小学国学分校改建而成。

## 77文创@亦庄
亦庄77文创园区位于北京市大兴区亦庄的北京经济技术开发区隆庆街6号、11号。